# Monção
Monção és un municipi portuguès, situat al districte de Viana do Castelo, a la regió del Nord i a la subregió de Minho-Lima. L'any 2004 tenia 19.842 habitants. Es divideix en 33 freguesies. Limita al nord ambn Galícia, a l'est amb Melgaço, al sud amb Arcos de Valdevez, al sud-oest amb Paredes de Coura, i a l'oest amb Valença.
| Habitants del municipi de Monção (1801 – 2004) | Habitants del municipi de Monção (1801 – 2004) | Habitants del municipi de Monção (1801 – 2004) | Habitants del municipi de Monção (1801 – 2004) | Habitants del municipi de Monção (1801 – 2004) | Habitants del municipi de Monção (1801 – 2004) | Habitants del municipi de Monção (1801 – 2004) | Habitants del municipi de Monção (1801 – 2004) | Habitants del municipi de Monção (1801 – 2004) |
| ---------------------------------------------- | ---------------------------------------------- | ---------------------------------------------- | ---------------------------------------------- | ---------------------------------------------- | ---------------------------------------------- | ---------------------------------------------- | ---------------------------------------------- | ---------------------------------------------- |
| 1801                                           | 1849                                           | 1900                                           | 1930                                           | 1960                                           | 1981                                           | 1991                                           | 2001                                           | 2004                                           |
| 12095                                          | 14983                                          | 26077                                          | 24585                                          | 27393                                          | 23799                                          | 21799                                          | 19956                                          | 19842                                          |

## Freguesies
| - Abedim - Anhões - Badim - Barbeita - Barroças e Taias - Bela - Cambeses - Ceivães - Cortes - Lapela - Lara | - Longos Vales - Lordelo - Luzio - Mazedo - Merufe - Messegães - Monção - Moreira - Parada - Pias - Pinheiros | - Podame - Portela - Riba de Mouro - Sá - Sago - Segude - Tangil - Troporiz - Troviscoso - Trute - Valadares |

## Història
El municipi va rebre un fur d'Alfons III de Portugal el 12 de març de 1261. Es va fer cèlebre pel cèrcol que va sofrir a les mans de l'exèrcit de Castella durant les guerres de Ferran I de Portugal contra Castella.